# Augy (Aisne)
Augy é uma comuna francesa na região administrativa de Altos da França, no departamento de Aisne. Estende-se por uma área de 2,6 km². Em 2010 a comuna tinha 78 habitantes (densidade: 30 hab./km²).